# Orlando Ramírez
Orlando Ramírez (Santiago,7 de maio de 1943 - 26 de julho de 2018) foi um  futebolista chileno. Ele competiu na Copa do Mundo FIFA de 1966, sediada na Inglaterra.